# Apodemus pallipes
Espèce
Statut de conservation UICN

 LC  : Préoccupation mineure
Apodemus pallipes est une espèce animale de la famille des Muridae. Elle est répandue de l'Afghanistan et du Tadjikistan jusqu'au Népal.